# Rubroscirus vestus
Rubroscirus vestus är en spindeldjursart som beskrevs av Den Heyer 1979. Rubroscirus vestus ingår i släktet Rubroscirus och familjen Cunaxidae. Inga underarter finns listade i Catalogue of Life.